# 伊恩·A·格雷厄姆
伊恩·A·格雷厄姆（英語：Ian Alexander Graham，1963年—）是一位英国遗传学家，約克大學教授，2016年当选皇家学会会士。